# 裴侃
裴侃（14世紀—15世紀），字俊傑，江西臨江府清江縣人，明朝政治人物。

## 生平
裴侃曾在梁寅門下學習，是永樂九年（1411年）辛卯科江西鄉試舉人，授桂東教諭，陞國子監助教，三次任鄉試同考官，人才多所造就，曾上疏顏曾思孟四聖父子人倫祀典，又上疏關於王府官僚的考課，以示勸懲。

## 引用
1. 1 2  同治《清江縣志·卷八·人物志》：裴侃，字俊傑，永樂辛卯舉人，從梁石門遊，教諭桂東，厯國子助教，三典省試，人才多所造就，嘗疏顏曾思孟父子人倫，以正祀典，又疏王府官僚考課，以公勸懲，皆有關於世教。 秦志